# Nati nel 1870
| Questa pagina contiene informazioni ricavate automaticamente dalle voci biografiche con l'ausilio del template Bio e di un bot. L'aggiornamento è periodico e automatico e ricostruisce completamente la pagina. Se manca una persona in questa lista, sei pregato di non aggiungerla, ma accertati piuttosto che la sua voce biografica contenga il template Bio e che i dati anagrafici siano correttamente compilati. Se il template Bio manca, inseriscilo tu stesso o, in alternativa, metti l'avviso {{tmp\|Bio}} che ne segnala la mancanza. Se i dati riportati sono sbagliati, correggi direttamente la voce biografica; le modifiche saranno visibili in questa lista entro pochi giorni. Per chiarimenti vedi il progetto biografie. La lista contiene solo le 731 persone che sono citate nell'enciclopedia e per le quali è stato implementato correttamente il template Bio. Pagina aggiornata al 18 ago 2025. |

## Gennaio(79)
- 1º gennaio - Nilo Borgia, monaco cristiano italiano († 1942)
- 1º gennaio - Louis Vauxcelles, critico d'arte francese († 1943)
- 1º gennaio - Charlie Watts, calciatore inglese († 1924)
- 2 gennaio - Ernst Barlach, scultore e scrittore tedesco († 1938)
- 2 gennaio - Joseph Bernheim-Jeune, mercante d'arte francese († 1941)
- 2 gennaio - Percy Lowe, chirurgo e ornitologo inglese († 1948)
- 2 gennaio - Camillo Müller, schermidore austriaco († 1936)
- 3 gennaio - Henry Handel Richardson, scrittrice australiana († 1946)
- 3 gennaio - László Hegedűs, pittore ungherese († 1911)
- 4 gennaio - Maria Teresa di Löwenstein-Wertheim-Rosenberg, principessa tedesca († 1935)
- 5 gennaio - Eugénie-Emilie Juliette Folville, pianista, violinista e docente belga († 1946)
- 5 gennaio - Albert Glandaz, velista francese († 1943)
- 5 gennaio - Ella Harper, circense statunitense († 1921)
- 5 gennaio - Hermann Helms, scacchista e giornalista statunitense († 1963)
- 6 gennaio - Gustav Bauer, politico tedesco († 1944)
- 6 gennaio - Aleardo Terzi, pittore, disegnatore e pubblicitario italiano († 1943)
- 7 gennaio - Robert Hans Schmitt, alpinista, esploratore e pittore austriaco († 1899)
- 8 gennaio - Wanda von Debschitz-Kunowski, fotografa tedesca († 1935)
- 8 gennaio - Walter Edwards, regista e attore statunitense († 1920)
- 8 gennaio - Miguel Primo de Rivera, generale e politico spagnolo († 1930)
- 8 gennaio - Ernesto Ragazzoni, poeta, traduttore e giornalista italiano († 1920)
- 8 gennaio - Felice Supino, ittiologo italiano († 1946)
- 8 gennaio - Matteo Trovato, scultore italiano († 1949)
- 9 gennaio - Augusto Mussini, pittore italiano († 1918)
- 9 gennaio - Joseph Baermann Strauss, ingegnere statunitense († 1938)
- 9 gennaio - Romualdo Trigona di Sant'Elia, nobile e politico italiano († 1929)
- 9 gennaio - Robert Zahn, archeologo tedesco († 1945)
- 9 gennaio - Francesco di Teck, nobile e militare britannico († 1910)
- 10 gennaio - Louis Artus, scrittore, drammaturgo e critico teatrale francese († 1960)
- 10 gennaio - Henri Rinck, compositore di scacchi francese († 1952)
- 10 gennaio - Giulio Venzi, magistrato e politico italiano († 1935)
- 11 gennaio - Joe Harris, attore statunitense († 1953)
- 11 gennaio - Alice Hegan Rice, scrittrice statunitense († 1942)
- 11 gennaio - Awda Abu Tayi, arabo († 1924)
- 11 gennaio - Şehzade Mehmed Selim, principe ottomano († 1937)
- 12 gennaio - Giovanni Cena, poeta e scrittore italiano († 1917)
- 12 gennaio - Enrico Presutti, giurista e politico italiano († 1949)
- 13 gennaio - Giovanni De Martino, scultore italiano († 1935)
- 13 gennaio - Jędrzej Moraczewski, politico polacco († 1944)
- 13 gennaio - Henryk Opienski, compositore e musicologo polacco († 1942)
- 15 gennaio - Johan Peter Koch, ufficiale e esploratore danese († 1928)
- 16 gennaio - Jimmy Collins, giocatore di baseball e allenatore di baseball statunitense († 1943)
- 16 gennaio - Jüri Jaakson, politico e manager estone († 1942)
- 16 gennaio - Amelia Pincherle Rosselli, scrittrice e antifascista italiana († 1954)
- 16 gennaio - Ottavio Zoppi, generale e politico italiano († 1962)
- 17 gennaio - Ettore Berti, attore italiano († 1940)
- 17 gennaio - Maria Luisa di Borbone-Parma, principessa italiana († 1899)
- 17 gennaio - Martin Schiele, politico tedesco († 1939)
- 17 gennaio - Kazimiera Zawistowska, poetessa e traduttrice polacca († 1902)
- 18 gennaio - Luigi Abello, giurista italiano († 1947)
- 18 gennaio - Giuseppe Lanza di Scalea, nobile e politico italiano († 1929)
- 19 gennaio - Aniello Califano, poeta e paroliere italiano († 1919)
- 19 gennaio - Paolo D'Ancora, prefetto e politico italiano († 1944)
- 20 gennaio - Mun Bhuridatta, monaco buddhista thailandese († 1949)
- 20 gennaio - Guillaume Lekeu, compositore belga († 1894)
- 20 gennaio - Fausto Salvatori, poeta e librettista italiano († 1929)
- 21 gennaio - Emilia Corsi, soprano italiano († 1928)
- 22 gennaio - Matteo Ceirano, progettista, imprenditore e pilota automobilistico italiano († 1941)
- 22 gennaio - Charles Tournemire, compositore e organista francese († 1939)
- 22 gennaio - Antonio Ugo, scultore e medaglista italiano († 1950)
- 22 gennaio - Fons Van Der Velde, pittore belga († 1936)
- 23 gennaio - William Morgan, docente e inventore statunitense († 1942)
- 23 gennaio - Ole Sæther, tiratore a segno norvegese († 1946)
- 24 gennaio - Herbert Kilpin, allenatore di calcio e calciatore inglese († 1916)
- 25 gennaio - Henry Bordeaux, scrittore e avvocato francese († 1963)
- 25 gennaio - Jacques Grüber, artista francese († 1936)
- 25 gennaio - Helge von Koch, matematico svedese († 1924)
- 25 gennaio - Fred Spiksley, allenatore di calcio e calciatore inglese († 1948)
- 26 gennaio - Julius Bretz, pittore tedesco († 1953)
- 26 gennaio - Pëtr Berngardovič Struve, economista, giurista e politico russo († 1944)
- 27 gennaio - Jules-Émile Verschaffelt, fisico belga († 1955)
- 27 gennaio - Giuseppe Lisio, italianista italiano († 1912)
- 28 gennaio - Olindo Malagodi, scrittore, giornalista e politico italiano († 1934)
- 29 gennaio - Charles L. Gaskill, regista, sceneggiatore e attore statunitense († 1943)
- 29 gennaio - Süleyman Nazif, poeta turco († 1927)
- 30 gennaio - Luigi Airaldi, ciclista su strada italiano († 1949)
- 30 gennaio - Claudius Regaud, medico e biologo francese († 1940)
- 30 gennaio - Gaetano Samoggia, scultore e decoratore italiano († 1950)
- 30 gennaio - Genoveva Torres Morales, religiosa spagnola († 1956)

## Febbraio(43)
- 1º febbraio - Harry De Vere, attore statunitense († 1923)
- 1º febbraio - Erik Adolf von Willebrand, medico finlandese († 1949)
- 2 febbraio - Wallace Shaw, golfista statunitense († 1960)
- 3 febbraio - Annette Kolb, scrittrice tedesca († 1967)
- 3 febbraio - Constant van Langhendonck, cavaliere belga († 1944)
- 3 febbraio - Ada Negri, poetessa, scrittrice e insegnante italiana († 1945)
- 3 febbraio - George Swift, calciatore e allenatore di calcio inglese († 1956)
- 3 febbraio - David Wall, attore canadese († 1938)
- 7 febbraio - Alfred Adler, psichiatra, psicoanalista e psicologo austriaco († 1937)
- 7 febbraio - Marie Cahill, cantante e attrice statunitense († 1933)
- 7 febbraio - Cornelis Dopper, compositore e direttore d'orchestra olandese († 1939)
- 7 febbraio - Alexander Pfänder, filosofo tedesco († 1941)
- 8 febbraio - Vladimir Vladimirovič Musin-Puškin, nobile e politico russo († 1923)
- 8 febbraio - Lon Poff, attore statunitense († 1952)
- 9 febbraio - Valentin Gallmetzer, scultore italiano († 1958)
- 9 febbraio - William Welsh, attore statunitense († 1946)
- 10 febbraio - Alessandro Bonci, tenore italiano († 1940)
- 10 febbraio - Clifford Coffin, generale britannico († 1959)
- 12 febbraio - Adriano Alberti, militare, storico e politico italiano († 1955)
- 12 febbraio - Marie Lloyd, cantante e attrice teatrale inglese († 1922)
- 12 febbraio - Henry R. Rathbone, politico statunitense († 1928)
- 12 febbraio - Marcus William Robertson, militare statunitense († 1948)
- 12 febbraio - Hugo Stinnes, imprenditore e politico tedesco († 1924)
- 13 febbraio - Leopold Godowski, compositore, pianista e insegnante lituano († 1938)
- 14 febbraio - Knut Frænkel, ingegnere e esploratore svedese († 1897)
- 15 febbraio - Noël de Cleene, missionario e vescovo cattolico belga († 1942)
- 15 febbraio - Giuseppe De Capitani d'Arzago, politico e banchiere italiano († 1945)
- 15 febbraio - August Deusser, pittore tedesco († 1942)
- 16 febbraio - Tony Smet, schermidore belga
- 17 febbraio - Georgij Apollonovič Gapon, presbitero e politico russo († 1906)
- 18 febbraio - Edwin Denby, politico statunitense († 1929)
- 19 febbraio - Moisè Cecconi, scrittore italiano († 1963)
- 20 febbraio - Pieter Cornelis Boutens, poeta olandese († 1943)
- 20 febbraio - Johann Baptist Moroder, scultore austriaco († 1932)
- 22 febbraio - Alejandro Pérez Lugín, scrittore, giornalista e regista spagnolo († 1926)
- 24 febbraio - Jules-Géraud Saliège, cardinale e arcivescovo cattolico francese († 1956)
- 25 febbraio - Matylda Getter, religiosa polacca († 1968)
- 25 febbraio - Lily Pettigrew, modella britannica
- 26 febbraio - Thomas Byles, presbitero inglese († 1912)
- 26 febbraio - Frank Samuelsen e George Harbo, marinaio norvegese († 1946)
- 26 febbraio - Ragnar Sohlman, manager svedese († 1948)
- 27 febbraio - Armand de Bissacia, giocatore di polo francese († 1963)
- 28 febbraio - Pilade Gay, tipografo, giornalista e politico italiano († 1914)

## Marzo(55)
- 1º marzo - Eugène Michel Antoniadi, astronomo greco († 1944)
- 1º marzo - Filippo Corsi, politico, patriota e giornalista italiano († 1903)
- 3 marzo - Francesco Campogalliani, commediografo, attore e burattinaio italiano († 1931)
- 3 marzo - Lloyd Lonergan, sceneggiatore e regista statunitense († 1937)
- 3 marzo - Géza Maróczy, scacchista ungherese († 1951)
- 4 marzo - Verner Järvinen, discobolo, giavellottista e pesista finlandese († 1941)
- 4 marzo - Thomas Sturge Moore, poeta inglese († 1944)
- 5 marzo - Edmond Brassart, schermidore francese († 1900)
- 5 marzo - Frank Norris, scrittore statunitense († 1902)
- 5 marzo - Evgenij Oskarovič Paton, ingegnere sovietico († 1953)
- 6 marzo - Oscar Straus, compositore austriaco († 1954)
- 7 marzo - Jimmy Barry, pugile statunitense († 1943)
- 7 marzo - Joseph Burtt Davy, botanico inglese († 1940)
- 7 marzo - Luigi Moneta, attore italiano († 1964)
- 7 marzo - Arturo Zanieri, pittore italiano († 1955)
- 8 marzo - David Duffield, canottiere statunitense († 1935)
- 8 marzo - Ivan Ivanovič Skvorcov-Stepanov, politico, storico e economista russo († 1928)
- 9 marzo - Romea Ravazzi, pittrice italiana († 1942)
- 10 marzo - Joseph-Marie Henry, presbitero, botanico e alpinista italiano († 1947)
- 10 marzo - Ester Rachel Kamińska, attrice polacca († 1925)
- 10 marzo - David Borisovič Rjazanov, storico e politico russo († 1938)
- 10 marzo - Orazio Tedone, fisico e matematico italiano († 1922)
- 11 marzo - Louis Jean Baptist Bachelier, statistico e matematico francese († 1946)
- 11 marzo - Holger Rasmussen, regista e attore danese († 1926)
- 11 marzo - Herbert Sumney, golfista statunitense († 1935)
- 12 marzo - Giuseppe Cava, poeta e scrittore italiano († 1940)
- 13 marzo - John Isaac Briquet, botanico svizzero († 1931)
- 13 marzo - Henri Étiévant, attore e regista francese († 1953)
- 13 marzo - William Glackens, pittore statunitense († 1938)
- 13 marzo - Albert Meyer, politico svizzero († 1953)
- 14 marzo - Prosper Bruggeman, canottiere belga († 1939)
- 14 marzo - Pedro Elías Gutiérrez, compositore venezuelano († 1954)
- 16 marzo - DeLisle Stewart, astronomo statunitense († 1941)
- 17 marzo - Georg Drescher, pistard tedesco († 1939)
- 17 marzo - Nicola Vacchelli, ufficiale, geografo e politico italiano († 1932)
- 19 marzo - Daria de Beauharnais, nobildonna russa († 1937)
- 20 marzo - Paul Emil von Lettow-Vorbeck, generale tedesco († 1964)
- 20 marzo - Charles Pyrah, tuffatore statunitense († 1925)
- 21 marzo - David C. Montgomery, attore e ballerino statunitense († 1917)
- 21 marzo - Herbert Ponting, fotografo e esploratore britannico († 1935)
- 21 marzo - Giacinto Viola, medico italiano († 1943)
- 22 marzo - Albert Ruskin Cook, medico britannico († 1951)
- 23 marzo - Mario Borsa, giornalista italiano († 1952)
- 23 marzo - Giuseppina Pizzigoni, pedagogista, educatrice e insegnante italiana († 1947)
- 25 marzo - O. B. Clarence, attore britannico († 1955)
- 25 marzo - Friedrich Karl Arnold Schwassmann, astronomo tedesco († 1964)
- 26 marzo - Luigi Sincero, cardinale e arcivescovo cattolico italiano († 1936)
- 27 marzo - Edward Dewhurst, tennista australiano († 1941)
- 27 marzo - Giovanni Masnata, medico e politico italiano († 1945)
- 27 marzo - Amilcare Solferini, scrittore, poeta e commediografo italiano († 1929)
- 27 marzo - Kristo Sotiri, architetto e ingegnere albanese († 1953)
- 29 marzo - Alexandre Besredka, biologo e immunologo ucraino († 1940)
- 29 marzo - Elliott Dexter, attore statunitense († 1941)
- 31 marzo - James M. Cox, politico statunitense († 1957)
- 31 marzo - Tommy Ryan, pugile statunitense († 1948)

## Aprile(51)
- 1º aprile - Osachi Hamaguchi, politico giapponese († 1931)
- 1º aprile - Eugenio Olivero, ingegnere e saggista italiano († 1945)
- 2 aprile - Walter Chaffe, tiratore di fune britannico († 1918)
- 3 aprile - Fausta Labia, soprano italiano († 1935)
- 4 aprile - Vito Allegri, contrabbassista italiano († 1937)
- 4 aprile - Ryūzō Torii, antropologo e etnologo giapponese († 1953)
- 5 aprile - Georges Clerc-Rampal, militare, scrittore e storico francese († 1958)
- 5 aprile - Hatice Sultan, principessa ottomana († 1938)
- 5 aprile - Motobu Chōki, karateka giapponese († 1944)
- 5 aprile - Giacinto Motta, ingegnere, dirigente d'azienda e politico italiano († 1943)
- 6 aprile - Angelo Valvassori Peroni, avvocato e politico italiano († 1931)
- 6 aprile - Oskar Vogt, neurologo tedesco († 1959)
- 7 aprile - Jules Brulatour, produttore cinematografico statunitense († 1946)
- 7 aprile - Gustav Landauer, filosofo tedesco († 1919)
- 7 aprile - Pasquale Salvatore Samperi, magistrato e politico italiano († 1964)
- 12 aprile - Josef Pekař, storico ceco († 1937)
- 13 aprile - Ivan Nikolaevič Perestiani, regista cinematografico russo († 1959)
- 14 aprile - Viktor Ėl'pidiforovič Borisov-Musatov, pittore russo († 1905)
- 14 aprile - Giuseppe Gatti Casazza, ingegnere e architetto italiano († 1947)
- 14 aprile - Nariman Narimanov, politico, scrittore e giornalista azero († 1925)
- 16 aprile - Vittorio Cuttin, scrittore e giornalista italiano († 1924)
- 16 aprile - Ruggero Santini, generale e politico italiano († 1958)
- 17 aprile - Ray Stannard Baker, giornalista, storico e biografo statunitense († 1946)
- 17 aprile - Max Berg, architetto tedesco († 1947)
- 17 aprile - Louis Van Hoeck, missionario e vescovo cattolico belga († 1933)
- 18 aprile - Alexandre Arquillière, attore francese († 1953)
- 19 aprile - Vera Gedrojc, medica russa († 1932)
- 19 aprile - John Paine, tiratore a segno statunitense († 1951)
- 21 aprile - Dunstano Cancellieri, pedagogista e anarchico italiano († 1949)
- 21 aprile - Stanisław Wojciech Okoniewski, vescovo cattolico polacco († 1944)
- 21 aprile - Ferdinand Payan, ciclista su strada francese († 1961)
- 21 aprile - Edwin S. Porter, regista, direttore della fotografia e sceneggiatore statunitense († 1941)
- 22 aprile - Pietro Beretta, imprenditore italiano († 1957)
- 22 aprile - Lenin, rivoluzionario, politico e filosofo russo († 1924)
- 23 aprile - Antonio Demo, religioso e missionario italiano († 1936)
- 23 aprile - Alfredo Melli, giornalista italiano († 1952)
- 24 aprile - Friedrich Freiherr Kress von Kressenstein, generale tedesco († 1948)
- 24 aprile - Friedrich Kühne, attore austriaco († 1958)
- 24 aprile - William Suida, storico dell'arte e collezionista d'arte austriaco († 1959)
- 25 aprile - Theo Koppen, lottatore statunitense († 1953)
- 25 aprile - Guido Toja, matematico italiano († 1933)
- 26 aprile - Alessandro Battaglia, pittore italiano († 1940)
- 27 aprile - Vincenzo Ussani, filologo classico e latinista italiano († 1952)
- 28 aprile - Ettore Felice Camerino, antiquario italiano († 1944)
- 28 aprile - Gino Sarrocchi, politico italiano († 1950)
- 28 aprile - August Schmierer, rugbista a 15 tedesco
- 29 aprile - Cosmo Hamilton, commediografo e scrittore britannico († 1942)
- 30 aprile - Gaetano Cresseri, pittore italiano († 1933)
- 30 aprile - Homer Stille Cummings, politico statunitense († 1956)
- 30 aprile - Franz Lehár, compositore austriaco († 1948)
- 30 aprile - Dhundiraj Govind Phalke, regista e produttore cinematografico indiano († 1944)

## Maggio(54)
- 2 maggio - Jan Mařák, violinista e insegnante cecoslovacco († 1932)
- 2 maggio - Eugenio Sauli, ciclista su strada italiano († 1947)
- 2 maggio - Lewis J. Selznick, produttore cinematografico ucraino († 1933)
- 2 maggio - Oskar Zwintscher, pittore e illustratore tedesco († 1916)
- 3 maggio - Henri Bouckaert, canottiere francese († 1912)
- 3 maggio - Elena Vittoria di Schleswig-Holstein, principessa britannica († 1948)
- 4 maggio - Aleksandr Nikolaevič Benois, pittore, disegnatore e scrittore russo († 1960)
- 4 maggio - Eugène Fraysse, calciatore francese († 1950)
- 4 maggio - Giovanni Mattioni, politico italiano († 1908)
- 4 maggio - Zygmunt Stojowski, pianista e compositore polacco († 1946)
- 4 maggio - Antonius van den Broek, avvocato e fisico olandese († 1926)
- 5 maggio - Carlo Paolo Agazzi, pittore italiano († 1922)
- 5 maggio - Thomas W. Lamb, architetto scozzese († 1942)
- 5 maggio - Ferdinand Luigini, pittore e incisore francese († 1943)
- 5 maggio - Louis Vernet, arciere francese († 1946)
- 6 maggio - Safvet-beg Bašagić, scrittore bosniaco († 1934)
- 6 maggio - Pere Coromines i Montanya, scrittore, filosofo e politico spagnolo († 1939)
- 6 maggio - Amadeo Giannini, banchiere statunitense († 1949)
- 7 maggio - Aurelio Grue, militare italiano († 1896)
- 9 maggio - Hans Baluschek, pittore tedesco († 1935)
- 9 maggio - Lorenzo Nidiaci, pallonista italiano († 1947)
- 9 maggio - Harry Vardon, golfista inglese († 1937)
- 10 maggio - Julian Szymański, politico e oculista polacco († 1958)
- 12 maggio - Julius Binder, filosofo tedesco († 1939)
- 12 maggio - Hubert Crackanthorpe, scrittore britannico († 1896)
- 13 maggio - Francesco Saverio Azzariti, politico italiano († 1941)
- 13 maggio - Montague Eliot, VIII conte di St. Germans, nobile inglese († 1960)
- 13 maggio - Margherita Sofia d'Asburgo-Lorena, nobildonna († 1902)
- 15 maggio - Giovanni Battista Ciolina, pittore italiano († 1955)
- 15 maggio - František Skyčák, politico, imprenditore e banchiere slovacco († 1953)
- 16 maggio - Girolamo Brandolini, militare e politico italiano († 1935)
- 16 maggio - Karel Boromejský Kašpar, cardinale e arcivescovo cattolico ceco († 1941)
- 17 maggio - Abdul Rachim Achverdov, scrittore azero († 1933)
- 17 maggio - Michele D'Aquino, magistrato e politico italiano († 1956)
- 17 maggio - André Dauchez, pittore, incisore e fotografo francese († 1948)
- 17 maggio - Erich von Tschischwitz, generale tedesco († 1958)
- 19 maggio - Victor Beigel, pianista inglese († 1930)
- 19 maggio - Pompeo Coppini, scultore italiano († 1957)
- 19 maggio - Albert Fish, serial killer statunitense († 1936)
- 19 maggio - Reginald Lee, marinaio britannico († 1913)
- 19 maggio - Nishida Kitarō, filosofo giapponese († 1945)
- 20 maggio - Hubert Brand, ammiraglio inglese († 1955)
- 21 maggio - Richard Bennett, attore statunitense († 1944)
- 21 maggio - William Cameron Forbes, banchiere e diplomatico statunitense († 1959)
- 23 maggio - Muhammad IV di Kelantan, sovrano malese († 1920)
- 24 maggio - Benjamin Nathan Cardozo, giudice statunitense († 1938)
- 24 maggio - Ynes Mexia, botanica statunitense († 1938)
- 24 maggio - Alice Seeley Harris, missionaria e fotografa britannica († 1970)
- 24 maggio - Jan Smuts, filosofo, militare e politico sudafricano († 1950)
- 25 maggio - Charles Hill Mailes, attore canadese († 1937)
- 27 maggio - Mary Victoria Leiter, statunitense († 1906)
- 27 maggio - Antonio Mosca, pittore italiano († 1951)
- 27 maggio - Adolf Schulten, archeologo, storico e filologo tedesco († 1960)
- 31 maggio - Eugenio Rignano, filosofo italiano († 1930)

## Giugno(60)
- 1º giugno - Célestin Bouglé, sociologo e filosofo francese († 1940)
- 1º giugno - Frank Cooley, regista e attore statunitense († 1941)
- 1º giugno - Fabio Luzzatto, giurista italiano († 1954)
- 2 giugno - Giuseppe Lepri, zoologo italiano († 1952)
- 3 giugno - Émile Bouhours, ciclista su strada e pistard francese († 1953)
- 3 giugno - Oskar Bye, ginnasta norvegese († 1939)
- 3 giugno - Marion Coates Hansen, politica inglese († 1947)
- 3 giugno - Ahmed Hikmet, scrittore turco († 1927)
- 3 giugno - Norbert Čapek, missionario ceco († 1942)
- 4 giugno - Maria Elisabeth Hesselblad, religiosa svedese († 1957)
- 4 giugno - Philip Morrell, politico britannico († 1943)
- 5 giugno - Georges Le Roy, schermidore francese († 1952)
- 5 giugno - Rodolfo Loffredo, magistrato e politico italiano († 1956)
- 5 giugno - Bernard de Pourtalès, velista svizzero († 1935)
- 6 giugno - Nikolaj Dmitrievič Sokolov, rivoluzionario e avvocato russo († 1928)
- 7 giugno - Gustav Voerg, canottiere statunitense († 1944)
- 10 giugno - Constantin Angelescu, politico rumeno († 1948)
- 11 giugno - Luigi Edoardo Frisoni, politico e imprenditore italiano
- 11 giugno - Jeanne Granès, litografa, pittrice e disegnatrice francese († 1923)
- 11 giugno - Bruno Ziener, attore e regista tedesco († 1941)
- 12 giugno - Nazperver Kadın, ottomana († 1929)
- 12 giugno - Ernst Stromer, paleontologo tedesco († 1952)
- 13 giugno - Alexandru Bogdan-Pitești, poeta, saggista e critico letterario rumeno († 1922)
- 13 giugno - Jules Jean Baptiste Vincent Bordet, medico e batteriologo belga († 1961)
- 14 giugno - Frank Montgomery, regista, attore e sceneggiatore statunitense († 1944)
- 14 giugno - Louis Ravet, attore francese († 1933)
- 14 giugno - Costantino Ribaga, entomologo e agronomo italiano († 1945)
- 15 giugno - Maud Barger-Wallach, tennista statunitense († 1954)
- 16 giugno - François-Léon Lévêque, generale francese († 1955)
- 16 giugno - Albert Maclaren, giocatore di curling canadese († 1940)
- 16 giugno - Heinrich Pfannl, alpinista, giurista e saggista austriaco († 1929)
- 17 giugno - Bernardino Nogara, banchiere e ingegnere italiano († 1958)
- 18 giugno - Luisa Giaconi, poetessa italiana († 1908)
- 18 giugno - Édouard Le Roy, filosofo e teologo francese († 1954)
- 18 giugno - Joseph W. Smiley, attore e regista statunitense († 1945)
- 18 giugno - William A. Williams, attore cinematografico statunitense († 1942)
- 19 giugno - Sergej Aleksandrovič Lobovikov, fotografo russo († 1941)
- 19 giugno - Willibald Nagel, fisiologo tedesco († 1911)
- 20 giugno - Arturo Castelli, pittore, litografo e incisore italiano († 1919)
- 20 giugno - Georges Dufrénoy, pittore francese († 1943)
- 20 giugno - Thomas Mason Wilford, avvocato, politico e diplomatico neozelandese († 1939)
- 21 giugno - Antonio Dattilo Rubbo, artista e insegnante italiano († 1955)
- 21 giugno - Clara Immerwahr, chimica tedesca († 1915)
- 21 giugno - Lodovico Mazzotti, imprenditore italiano († 1933)
- 21 giugno - Angelo Paino, arcivescovo cattolico italiano († 1967)
- 22 giugno - Adelaide di Lippe-Biesterfeld, nobile tedesca († 1948)
- 23 giugno - Adolph Olson Eberhart, politico statunitense († 1944)
- 23 giugno - William Robinson, nuotatore britannico († 1940)
- 24 giugno - Andrea Beltrami, presbitero italiano († 1897)
- 24 giugno - Gaetano Cesari, musicologo, critico musicale e bibliotecario italiano († 1934)
- 24 giugno - Edwin Foster Coddington, astronomo statunitense († 1950)
- 25 giugno - Wilhelm Spiegelberg, egittologo tedesco († 1930)
- 26 giugno - Giovanni Ossanna, ingegnere italiano († 1952)
- 27 giugno - Pavol Jantausch, vescovo cattolico slovacco († 1947)
- 27 giugno - Giacomo Pio di Borbone-Spagna, nobile († 1931)
- 28 giugno - Giulia Florio, nobildonna e filantropa italiana († 1947)
- 28 giugno - José Maria Gabriel y Galán, poeta spagnolo († 1905)
- 29 giugno - Armeno Armeni, pittore e poeta italiano († 1950)
- 29 giugno - Filiberto Scarpelli, giornalista, fumettista e disegnatore italiano († 1933)
- 30 giugno - Paul Lipke, scacchista e avvocato tedesco († 1955)

## Luglio(52)
- 1º luglio - Léonard Misonne, fotografo belga († 1943)
- 2 luglio - Ivan Michajlovič Charitonov, cuoco e santo russo († 1918)
- 3 luglio - Richard Bedford Bennett, politico canadese († 1947)
- 3 luglio - Achille Dardano, geografo e cartografo italiano († 1938)
- 4 luglio - Albert Sechehaye, linguista svizzero († 1946)
- 5 luglio - Claudio Castelucho, pittore spagnolo († 1927)
- 5 luglio - Cornelio Sebastiano Cuccarollo, arcivescovo cattolico italiano († 1963)
- 5 luglio - Madeleine Guitty, attrice francese († 1936)
- 6 luglio - Margherita Clementina d'Asburgo-Lorena, nobile austriaca († 1955)
- 7 luglio - Giuseppe Romeo, vescovo cattolico italiano († 1935)
- 8 luglio - Vincenzo Cordova, poeta e scrittore italiano († 1943)
- 8 luglio - Gertrud Grunow, cantante e pianista tedesca († 1944)
- 8 luglio - Filippo Longo, avvocato e politico italiano († 1937)
- 9 luglio - Mathew Beard, supercentenario statunitense († 1985)
- 9 luglio - Salvatore Gregorietti, pittore e decoratore italiano († 1952)
- 9 luglio - Albert Ward, regista e sceneggiatore britannico († 1956)
- 10 luglio - Ned Finley, attore, regista e sceneggiatore statunitense († 1920)
- 10 luglio - Anne Schaefer, attrice statunitense († 1957)
- 12 luglio - Luigi II di Monaco, principe († 1949)
- 12 luglio - Henry Stannard, pittore britannico († 1951)
- 13 luglio - Julie Lampe, attrice norvegese († 1948)
- 15 luglio - Leonid Borisovič Krasin, rivoluzionario, politico e diplomatico russo († 1926)
- 15 luglio - Oreste Luppi, basso italiano († 1952)
- 16 luglio - Eugenio Graziosi, militare e politico italiano († 1949)
- 16 luglio - Hermann August Theodor Harms, botanico tedesco († 1942)
- 16 luglio - Ettore Uicich, militare italiano († 1915)
- 18 luglio - Alberto Barton, medico e microbiologo peruviano († 1950)
- 18 luglio - Agostino Cameroni, politico, giornalista e critico musicale italiano († 1920)
- 18 luglio - Materno Giribaldi, scultore italiano († 1951)
- 18 luglio - Emil Młynarski, violinista, docente e direttore d'orchestra polacco († 1935)
- 19 luglio - Filippo Saporito, psichiatra italiano († 1955)
- 20 luglio - Herbert Eugene Bolton, storico statunitense († 1953)
- 20 luglio - Umberto Pasella, sindacalista e politico italiano († 1957)
- 21 luglio - Paul Hildebrandt, docente, filologo classico e politico tedesco († 1948)
- 21 luglio - Adolf Küry, vescovo vetero-cattolico svizzero († 1956)
- 21 luglio - Emil Orlik, pittore, fotografo e artigiano boemo († 1932)
- 22 luglio - Tita Gori, pittore italiano († 1941)
- 23 luglio - Xiong Xiling, filantropo e politico cinese († 1937)
- 24 luglio - Ronald William Graham, diplomatico inglese († 1949)
- 24 luglio - Harry Storer Sr., calciatore e crickettista inglese († 1908)
- 24 luglio - Alphonsus de Guimaraens, poeta brasiliano († 1921)
- 25 luglio - Maxfield Parrish, pittore e illustratore statunitense († 1966)
- 25 luglio - Carlo Salotti, cardinale e arcivescovo cattolico italiano († 1947)
- 26 luglio - Charles Becker, poliziotto statunitense († 1915)
- 26 luglio - Chino Chini, pittore e decoratore italiano († 1957)
- 26 luglio - Ignacio Zuloaga, pittore spagnolo († 1945)
- 27 luglio - Alfredo Andreini, entomologo e matematico italiano († 1943)
- 27 luglio - Hilaire Belloc, scrittore, politico e storico francese († 1953)
- 27 luglio - Bertram Boltwood, chimico statunitense († 1927)
- 27 luglio - Pietro Ricaldone, presbitero e scrittore italiano († 1951)
- 28 luglio - Henri Jaspar, politico belga († 1939)
- 29 luglio - George Dixon, pugile canadese († 1908)

## Agosto(53)
- 1º agosto - Il'ja Ivanovič Ivanov, biologo russo († 1932)
- 2 agosto - Claude Gillingwater, attore statunitense († 1939)
- 2 agosto - Galeazzo Sommi Picenardi, ufficiale italiano († 1916)
- 2 agosto - Emidio Spinucci, militare italiano († 1917)
- 2 agosto - Marianne Weber, sociologa e politica tedesca († 1954)
- 3 agosto - Carrie Ingalls, statunitense († 1946)
- 7 agosto - Erasmo Boschetti, militare italiano († 1916)
- 7 agosto - Josef Ludwig Brems, vescovo cattolico belga († 1958)
- 7 agosto - Philip Herbert Cowell, astronomo britannico († 1949)
- 7 agosto - Gustav Krupp von Bohlen und Halbach, diplomatico e imprenditore tedesco († 1950)
- 7 agosto - Richard Lyon-Dalberg-Acton, II barone Acton, diplomatico inglese († 1924)
- 8 agosto - John Steppling, attore e regista tedesco († 1932)
- 10 agosto - Arsen Ghazikian, filologo, monaco cristiano e traduttore armeno († 1932)
- 10 agosto - Ugo Rellini, etnologo e paleontologo italiano († 1943)
- 10 agosto - Lars Sonck, architetto finlandese († 1956)
- 10 agosto - Hans Zenker, ammiraglio tedesco († 1932)
- 11 agosto - Giacomo Miari, imprenditore, generale e politico italiano († 1946)
- 12 agosto - Maurice Swynfen Fitzmaurice, ammiraglio britannico († 1927)
- 12 agosto - Hubert Gough, generale britannico († 1963)
- 12 agosto - Vladimir Mitrofanovič Puriškevič, politico russo († 1920)
- 14 agosto - J. Thomas Looney, scrittore britannico († 1944)
- 14 agosto - Nelson McDowell, attore statunitense († 1947)
- 15 agosto - Augusto Curi, arcivescovo cattolico italiano († 1933)
- 15 agosto - John Furla, maratoneta statunitense († 1938)
- 16 agosto - Cosimo Giorgieri Contri, poeta, scrittore e drammaturgo italiano († 1943)
- 16 agosto - Ugo Mioni, presbitero e scrittore italiano († 1935)
- 17 agosto - Liberato Marcial Rojas, politico, giornalista e poeta paraguaiano († 1922)
- 18 agosto - Alessandra di Grecia, principessa greca († 1891)
- 18 agosto - Lavr Georgievič Kornilov, generale russo († 1918)
- 19 agosto - Bernard Baruch, imprenditore e politico statunitense († 1965)
- 20 agosto - Giulio Bechi, ufficiale e scrittore italiano († 1917)
- 21 agosto - Julius Szilassy von Szilas und Pilis, diplomatico e nobile ungherese († 1935)
- 22 agosto - Marie Guérin, monaca cristiana francese († 1905)
- 22 agosto - Bertram Fletcher Robinson, sportivo e giornalista inglese († 1907)
- 23 agosto - George Davis, giocatore di baseball e allenatore di baseball statunitense († 1940)
- 23 agosto - Walter Tammas, tiratore di fune britannico († 1952)
- 24 agosto - Conrad Böcker, ginnasta tedesco († 1936)
- 24 agosto - Charles Sellon, attore statunitense († 1937)
- 25 agosto - Luigi Arsenio Brugnola, medico e politico italiano († 1943)
- 25 agosto - Joan Winch, tennista britannica († 1952)
- 27 agosto - Evelyn FitzMaurice, nobildonna inglese († 1960)
- 27 agosto - Romolo Murri, presbitero e politico italiano († 1944)
- 27 agosto - Amado Nervo, poeta, scrittore e diplomatico messicano († 1919)
- 28 agosto - Mabel Besant-Scott, teosofa britannica († 1952)
- 28 agosto - Augusto de' Brandis, numismatico italiano († 1928)
- 28 agosto - Richard Butler, generale britannico († 1935)
- 28 agosto - Giuseppe Plancher, chimico italiano († 1929)
- 29 agosto - Jack Sullivan, giocatore di lacrosse statunitense
- 30 agosto - Bautista Saavedra Mallea, politico boliviano († 1939)
- 31 agosto - Victor Vlad Delamarina, poeta romeno († 1896)
- 31 agosto - George Eyser, ginnasta tedesco († 1919)
- 31 agosto - Francesco Marmaggi, cardinale e arcivescovo cattolico italiano († 1949)
- 31 agosto - Maria Montessori, pedagogista, educatrice e medica italiana († 1952)

## Settembre(42)
- 1º settembre - Ferdinand Martini, attore tedesco († 1930)
- 1º settembre - Leopold Wharton, regista e produttore cinematografico britannico († 1927)
- 2 settembre - Marie Ault, attrice britannica († 1951)
- 3 settembre - Anna Errera, scrittrice italiana († 1940)
- 3 settembre - Marco Tonci Ottieri Della Ciaja, politico italiano
- 4 settembre - Mario Norfini, pittore italiano († 1956)
- 6 settembre - Frederick George Donnan, chimico irlandese († 1956)
- 6 settembre - Élie Halévy, storico e filosofo francese († 1937)
- 7 settembre - Ferdinando Bocca, imprenditore e politico italiano († 1935)
- 7 settembre - Aleksandr Ivanovič Kuprin, scrittore russo († 1938)
- 8 settembre - Maria di Romania, principessa rumena († 1874)
- 9 settembre - Émile Chapelier, scrittore, anarchico e esperantista belga († 1933)
- 9 settembre - Giuseppe Colli di Felizzano, diplomatico italiano († 1937)
- 10 settembre - Hermann Geiger, farmacista e imprenditore svizzero († 1962)
- 15 settembre - Luigi Gastone di Sassonia-Coburgo-Koháry, principe († 1942)
- 16 settembre - John Pius Boland, tennista e politico britannico († 1958)
- 16 settembre - Giovanni Battista Dho, militare e politico italiano († 1941)
- 16 settembre - Louis Rasquinet, ciclista su strada e pistard belga († 1936)
- 18 settembre - Clark Wissler, antropologo statunitense († 1947)
- 18 settembre - Hugh Young, medico, chirurgo e scienziato statunitense († 1945)
- 19 settembre - Wilfred Blatherwick, tennista statunitense († 1956)
- 19 settembre - Joseph Buerger, canottiere statunitense († 1951)
- 20 settembre - Thomas Wayland Vaughan, geologo e oceanografo statunitense († 1952)
- 20 settembre - Giovanni Zibordi, politico e giornalista italiano († 1943)
- 21 settembre - Julián Besteiro, politico spagnolo († 1940)
- 21 settembre - Franklin Story Conant, biologo statunitense († 1897)
- 21 settembre - Umberto Coromaldi, pittore italiano († 1948)
- 21 settembre - Pierre Gervais, velista francese († 1960)
- 21 settembre - Igino Petrone, filosofo e giurista italiano († 1913)
- 21 settembre - Sascha Schneider, pittore e scultore tedesco († 1927)
- 22 settembre - Nikolaj Ivanovič Ašmarin, scrittore, linguista e filologo russo († 1933)
- 22 settembre - Charlotte Cooper, tennista inglese († 1966)
- 22 settembre - Doc Powers, giocatore di baseball statunitense († 1909)
- 24 settembre - Georges Claude, fisico e imprenditore francese († 1960)
- 25 settembre - Martha Stettler, pittrice svizzera († 1945)
- 26 settembre - Cristiano X di Danimarca, re danese († 1947)
- 26 settembre - Roberto Lubelli, ammiraglio italiano († 1926)
- 26 settembre - Émile Ouzou, ciclista su strada francese († 1914)
- 27 settembre - Félix Gaffiot, latinista, lessicografo e pedagogista francese († 1937)
- 28 settembre - Florent Schmitt, compositore francese († 1958)
- 30 settembre - Louis Mussillon, alpinista italiano († 1958)
- 30 settembre - Jean Baptiste Perrin, fisico francese († 1942)

## Ottobre(51)
- 1º ottobre - Bob Milne, calciatore nordirlandese († 1932)
- 2 ottobre - Horace Hood, ammiraglio britannico († 1916)
- 3 ottobre - Henri Dulac, matematico e docente francese († 1955)
- 4 ottobre - Hisashi Kimura, astronomo giapponese († 1943)
- 5 ottobre - Aleksej Pavlovič Čapygin, scrittore russo († 1937)
- 5 ottobre - Giovanni Crocioni, filosofo, filologo e pedagogista italiano († 1954)
- 6 ottobre - Domenico De Lisi, scultore italiano († 1946)
- 6 ottobre - Donato Fossati, avvocato e politico italiano († 1949)
- 6 ottobre - Angelo Mercati, archivista, storico e traduttore italiano († 1955)
- 7 ottobre - Walter de Frece, compositore, impresario teatrale e politico britannico († 1935)
- 8 ottobre - Alexander Brosch Edler von Aarenau, militare austro-ungarico († 1914)
- 8 ottobre - Pat Powers, produttore cinematografico e regista irlandese († 1948)
- 8 ottobre - Louis Vierne, organista e compositore francese († 1937)
- 9 ottobre - Giuseppe Genoese Zerbi, politico italiano († 1930)
- 10 ottobre - Louise Mack, giornalista e scrittrice australiana († 1935)
- 10 ottobre - Herbert Hervey, V marchese di Bristol, diplomatico britannico († 1960)
- 11 ottobre - Pietro de Nava, ingegnere italiano († 1944)
- 13 ottobre - Giulio Ascoli, medico italiano († 1916)
- 13 ottobre - Lelio Gaviglio, aviatore italiano († 1924)
- 13 ottobre - Albert Jay Nock, saggista statunitense († 1945)
- 15 ottobre - Gaetano De Sanctis, storico, politico e antifascista italiano († 1957)
- 16 ottobre - Angelo Galli, scultore e pittore italiano († 1933)
- 16 ottobre - Sandy McMahon, calciatore scozzese († 1916)
- 16 ottobre - Helge Rode, scrittore e giornalista danese († 1937)
- 17 ottobre - Veronica Briguglio, religiosa italiana († 1950)
- 17 ottobre - Adelgonda di Baviera, principessa († 1958)
- 18 ottobre - Francesco Betti, politico e avvocato italiano († 1920)
- 18 ottobre - Josiah Ritchie, tennista britannico († 1955)
- 18 ottobre - Daisetsu Teitarō Suzuki, storico delle religioni e filosofo giapponese († 1966)
- 20 ottobre - Sixto Sosa Díaz, vescovo cattolico venezuelano († 1943)
- 21 ottobre - Antioco Zucca, filosofo italiano († 1960)
- 22 ottobre - Ivan Alekseevič Bunin, scrittore e poeta russo († 1953)
- 22 ottobre - Alfred Douglas, poeta, scrittore e traduttore britannico († 1945)
- 22 ottobre - Fiorello Giraud, tenore italiano († 1928)
- 22 ottobre - Johan Ludwig Mowinckel, politico norvegese († 1943)
- 23 ottobre - Lawrence York Spear, ufficiale statunitense († 1950)
- 24 ottobre - Charles de La Roncière, storico, scrittore e bibliotecario francese († 1941)
- 25 ottobre - Ernesto Lugaro, psichiatra italiano († 1940)
- 25 ottobre - Charles Sarolea, filologo e pubblicista belga († 1953)
- 27 ottobre - Hippolyte-Jacques Hyvernaud, schermidore francese († 1914)
- 27 ottobre - Nathan Roscoe Pound, giurista e insegnante statunitense († 1964)
- 28 ottobre - László Batthyány-Strattmann, medico ungherese († 1931)
- 28 ottobre - Francesco Rota, imprenditore e politico italiano († 1957)
- 29 ottobre - Gerald Duckworth, editore britannico († 1937)
- 29 ottobre - Nicola Maldacea, attore, comico e cantante italiano († 1945)
- 29 ottobre - Robert B. Owens, ingegnere statunitense († 1940)
- 30 ottobre - Lawrence Grant, attore britannico († 1952)
- 30 ottobre - Alfred Knox, militare e politico inglese († 1964)
- 30 ottobre - Annibale Rigotti, ingegnere e architetto italiano († 1968)
- 31 ottobre - Francesco Dessì Fulgeri, generale italiano († 1945)
- 31 ottobre - William Jackson Pope, chimico e cristallografo inglese († 1939)

## Novembre(41)
- 2 novembre - Carlo Bertolazzi, commediografo e critico teatrale italiano († 1916)
- 2 novembre - Giuseppe Sbaraglini, avvocato, politico e antifascista italiano († 1947)
- 3 novembre - Pietro Alberici, magistrato e politico italiano († 1933)
- 6 novembre - Herbert Samuel, politico britannico († 1963)
- 7 novembre - Konstantyn Dominik, vescovo cattolico polacco († 1942)
- 8 novembre - Girolamo Furfaro, artista italiano († 1958)
- 8 novembre - Paul Joalland, ufficiale francese († 1940)
- 8 novembre - Jan Šrámek, politico cecoslovacco († 1956)
- 9 novembre - Magnus Enckell, pittore finlandese († 1925)
- 10 novembre - Michail Ivanovič Rostovcev, storico russo († 1952)
- 10 novembre - Carlo Tancredi di Borbone-Due Sicilie, principe italiano († 1949)
- 11 novembre - Edmund Fellowes, musicologo britannico († 1951)
- 12 novembre - Glen MacDonough, scrittore, librettista e paroliere statunitense († 1924)
- 13 novembre - Henry Kolker, attore e regista statunitense († 1947)
- 13 novembre - Gaetano Monda, militare italiano
- 13 novembre - John Calhoun Phillips, politico statunitense († 1943)
- 15 novembre - Franz Hecker, pittore tedesco († 1944)
- 15 novembre - Gaetano Rovereto, geologo e geografo italiano († 1952)
- 16 novembre - Eugenio Donadoni, critico letterario italiano († 1924)
- 16 novembre - Ambrogio Robecchi, ciclista su strada italiano († 1963)
- 17 novembre - Enrico Rosa, gesuita, scrittore e giornalista italiano († 1938)
- 18 novembre - Jack Richardson, attore statunitense († 1960)
- 20 novembre - Jean Boucher, scultore francese († 1939)
- 21 novembre - Aleksandr Berkman, anarchico russo († 1936)
- 21 novembre - Sigfrid Edström, dirigente sportivo svedese († 1964)
- 23 novembre - Štefan Banič, inventore slovacco († 1941)
- 23 novembre - Angelo Pugnani, militare e politico italiano († 1951)
- 24 novembre - Tommaso Baldini, pittore italiano († 1925)
- 24 novembre - Nikolaj Onufrievič Losskij, filosofo russo († 1965)
- 24 novembre - Vittorio Emanuele di Savoia-Aosta, nobile e generale italiano († 1946)
- 25 novembre - Winthrop Ames, impresario teatrale, regista teatrale e sceneggiatore statunitense († 1937)
- 25 novembre - Maurice Denis, pittore francese († 1943)
- 26 novembre - Augustin Pacha, vescovo cattolico rumeno († 1954)
- 27 novembre - Juho Kusti Paasikivi, diplomatico e politico finlandese († 1956)
- 27 novembre - Carlo Alberto Quilico, politico italiano († 1958)
- 29 novembre - Enric Prat de la Riba, avvocato, giornalista e saggista spagnolo († 1917)
- 30 novembre - Antonio Andrea Cucca, poeta italiano († 1945)
- 30 novembre - Gertrud Eysoldt, attrice tedesca († 1955)
- 30 novembre - Cecil Forsyth, compositore, violista e musicologo inglese († 1940)
- 30 novembre - Alexander Munro, tiratore di fune britannico († 1934)
- 30 novembre - Enrichetta del Belgio, principessa belga († 1948)

## Dicembre(59)
- 1º dicembre - Aleksandr Dmitrievič Cjurupa, rivoluzionario e politico russo († 1928)
- 1º dicembre - Artur Ivens Ferraz, generale e politico portoghese († 1933)
- 2 dicembre - Luisa d'Asburgo-Lorena, nobildonna († 1947)
- 3 dicembre - Arturo Ambrosio, regista e produttore cinematografico italiano († 1960)
- 3 dicembre - Lee Beggs, attore e regista statunitense († 1943)
- 3 dicembre - Nino Martoglio, regista, sceneggiatore e scrittore italiano († 1921)
- 3 dicembre - François-Xavier Vogt, vescovo cattolico francese († 1943)
- 6 dicembre - John Anderson, archeologo britannico († 1952)
- 6 dicembre - Gaston Cailleux, velista francese († 1946)
- 6 dicembre - Cora Williams, attrice statunitense († 1927)
- 7 dicembre - Richard Specht, musicologo, drammaturgo e paroliere austriaco († 1932)
- 9 dicembre - Alfred von Oberndorff, diplomatico tedesco († 1963)
- 9 dicembre - Francisco S. Carvajal, politico e avvocato messicano († 1932)
- 9 dicembre - Teodor Shteingel, archeologo, filantropo e politico ucraino († 1946)
- 9 dicembre - Bert Sprotte, attore tedesco († 1949)
- 10 dicembre - Adolf Loos, architetto cecoslovacco († 1933)
- 10 dicembre - Pierre Louÿs, poeta e scrittore francese († 1925)
- 11 dicembre - James Fitzalan Hope, I barone Rankeillour, politico scozzese († 1949)
- 12 dicembre - Edgard Blochet, orientalista francese († 1937)
- 13 dicembre - Hans Benndorf, fisico austriaco († 1953)
- 13 dicembre - Edward LeSaint, regista, attore e sceneggiatore statunitense († 1940)
- 13 dicembre - George Ovey, attore statunitense († 1951)
- 14 dicembre - Italico Brass, pittore, scenografo e collezionista d'arte italiano († 1943)
- 14 dicembre - Dirk Jan de Geer, politico e avvocato olandese († 1960)
- 14 dicembre - Karl Renner, politico austriaco († 1950)
- 14 dicembre - Giuseppe Stuto, militare italiano († 1917)
- 15 dicembre - Guglielmo Guglielmini, pittore e decoratore italiano († 1911)
- 15 dicembre - Josef Hoffmann, architetto austriaco († 1956)
- 15 dicembre - Hugo Sällström, velista svedese († 1951)
- 17 dicembre - Natale Gabriele Moriondo, arcivescovo cattolico italiano († 1946)
- 17 dicembre - Benjamin-Octave Roland-Gosselin, arcivescovo cattolico francese († 1952)
- 17 dicembre - Sriram Chandra Bhanj Deo, principe indiano († 1912)
- 18 dicembre - Friedrich Lorentz, storico e linguista tedesco († 1937)
- 18 dicembre - Anders Randolf, attore danese († 1930)
- 18 dicembre - Saki, scrittore britannico († 1916)
- 20 dicembre - Nicola Lombardi, avvocato, politico e giornalista italiano († 1952)
- 21 dicembre - Patrick Duncan, politico britannico († 1943)
- 21 dicembre - Charles Homer Haskins, storico statunitense († 1937)
- 21 dicembre - François Georges-Picot, diplomatico francese († 1951)
- 22 dicembre - Guglielmo Josa, imprenditore e politico italiano († 1961)
- 22 dicembre - Julius Körner, canottiere tedesco († 1954)
- 23 dicembre - 'Abd al-'Aziz Fahmi, giurista e politico egiziano († 1951)
- 24 dicembre - Rosario Scalero, violinista e compositore italiano († 1954)
- 24 dicembre - Edward D. Swift, astronomo statunitense († 1935)
- 25 dicembre - Carlo Gamba, storico dell'arte italiano († 1963)
- 25 dicembre - Paolo Ferraro, brigante italiano († 1902)
- 25 dicembre - Lloyd Hildebrand, pistard britannico († 1924)
- 26 dicembre - Virginia Bolten, anarchica, giornalista e attivista argentina († 1960)
- 27 dicembre - Alain Guynot de Boismenu, missionario e arcivescovo cattolico francese († 1953)
- 27 dicembre - Georg Hax, pallanuotista e ginnasta tedesco († 1952)
- 27 dicembre - Walther Köhler, storico tedesco († 1946)
- 28 dicembre - Orazio Botturini, magistrato e politico italiano († 1947)
- 28 dicembre - Alberto Micheli Pellegrini, pittore e illustratore italiano († 1943)
- 29 dicembre - Albert Amrhein, rugbista a 15 tedesco († 1945)
- 29 dicembre - Guido Cinotti, pittore e decoratore italiano († 1932)
- 30 dicembre - Serafino Germinario, religioso italiano († 1953)
- 30 dicembre - Charles Gordon-Lennox, VIII duca di Richmond, nobile, militare e politico britannico († 1935)
- 31 dicembre - Tom Connolly, arbitro di baseball inglese († 1961)
- 31 dicembre - Martin A. Couney, fisico statunitense († 1950)

## Senza giorno specificato(91)
- Enrico Alfano, mafioso italiano († 1940)
- Andrea Amici, medico italiano († 1928)
- Leedham Bantock, regista, sceneggiatore e attore britannico († 1928)
- Charles Beachcroft, crickettista britannico († 1928)
- Luigi Bellini Carnesali, giornalista e politico italiano († 1940)
- Henri Bergé, disegnatore e illustratore francese († 1937)
- Carlo Böcklin, pittore svizzero († 1934)
- Francis Boggs, regista, sceneggiatore e attore teatrale statunitense († 1911)
- Francesco Brici, pittore italiano († 1950)
- Julius Brutzkus, storico e politico lituano († 1951)
- Simon Bussy, pittore francese († 1954)
- Johnny Butt, attore inglese († 1930)
- Augustus Carney, attore britannico († 1920)
- Francis Casadesus, violinista e compositore francese († 1954)
- Makarios II di Cipro, arcivescovo ortodosso e politico cipriota († 1950)
- Carlo Chiarizia, politico italiano († 1968)
- Ines Citti Lippi, cantante italiana († 1917)
- Giulia Civita Franceschi, educatrice italiana († 1957)
- Alice Cucini, contralto italiana († 1949)
- Derviş Vahdeti, politico ottomano († 1909)
- Arthur Ellery, regista e attore statunitense († 1945)
- Miquel d'Esplugues, presbitero spagnolo († 1934)
- Charles H. France, regista, sceneggiatore e attore statunitense († 1940)
- Pierre Fredet, chirurgo francese († 1946)
- Joan Fuster Bonnin, pittore spagnolo († 1943)
- Adele Galli, scrittrice e poetessa italiana († 1909)
- Emilio Gallo, imprenditore italiano († 1945)
- Paul Geheeb, pedagogista svizzero († 1961)
- Louis-Joseph Grélet, presbitero e micologo francese († 1945)
- Decio Guicciardi, commediografo italiano († 1918)
- Helmer Julius Hanssen, navigatore e esploratore norvegese († 1956)
- Alfred Douglas Hardy, botanico australiano († 1958)
- Arthur Hoops, attore statunitense († 1916)
- Charles Inslee, attore statunitense († 1922)
- Frances Ivens, ginecologa e chirurga britannica († 1944)
- Burton Jesse Hendrick, storico statunitense († 1949)
- Justin Marie Jolly, medico francese († 1953)
- Vera Markovna Karelina, operaia e rivoluzionaria russa († 1931)
- Mimar Kemaleddin, architetto turco († 1927)
- Chōtoku Kyan, maestro di karate giapponese († 1945)
- Giuseppe La Puma, baritono italiano († 1940)
- Joanny-Philippe Lagrula, astronomo francese († 1941)
- Johan Lefstad, pattinatore artistico su ghiaccio norvegese († 1948)
- Grigorij Ivanovič Libken, regista cinematografico russo († 1936)
- W.J. Lincoln, commediografo, regista e sceneggiatore australiano († 1917)
- Liu Baichuan, artista marziale cinese († 1964)
- John Lynch, sceneggiatore statunitense († 1936)
- Emilio Baj Macario, politico italiano († 1929)
- Mario Majeroni, attore italiano († 1931)
- J. Hartley Manners, commediografo e attore statunitense († 1928)
- Ulisse Marazzani, medico e politico italiano († 1951)
- John Marin, pittore statunitense († 1953)
- Giulio Martinez, ingegnere, imprenditore e dirigente d'azienda italiano († 1957)
- Kel Marubi, fotografo albanese († 1940)
- Pavlos Melas, militare e patriota greco († 1904)
- Oreste Mieli, baritono e tenore italiano († 1924)
- Herman Mishkin, fotografo russo († 1948)
- John Mitchell, sindacalista statunitense († 1919)
- Silverio Montaguti, scultore italiano († 1947)
- Višnja Mosić, rivoluzionaria serba († 1937)
- Umberto Navarrini, giurista italiano († 1947)
- William J. Neidig, docente, poeta e scrittore statunitense († 1955)
- Vítězslav Novák, compositore e pianista ceco († 1949)
- Henri Négresco, imprenditore francese († 1920)
- Raymond Orteig, imprenditore statunitense († 1939)
- Luigi Piccioni, critico letterario e storico della letteratura italiano († 1955)
- Giggi Pizzirani, poeta italiano († 1946)
- Joe Powell, calciatore inglese († 1896)
- Domenico Razeti, scultore italiano († 1926)
- Rodolfo Sabatini, architetto italiano († 1957)
- Menelaos Sakorafos, schermidore greco († 1943)
- Attilio Regolo Scarsella, educatore e storico italiano († 1954)
- Alexandros Schinas, anarchico greco († 1913)
- Guillaume Seignac, pittore francese († 1924)
- Hans Georg Stehlin, paleontologo e geologo svizzero († 1914)
- Leonie Taylor, arciera statunitense († 1936)
- Augusto Terenzi, poeta italiano († 1911)
- Aikya Keralam Thampuran, principe indiano († 1948)
- Joseph Byron Totten, regista, attore e sceneggiatore statunitense († 1946)
- Mikayel Varandian, storico armeno († 1934)
- Nicolae Vasilescu-Karpen, ingegnere rumeno († 1964)
- Francesco Vegezzi Bossi, organaro italiano († 1943)
- Vicenta Verdier, spagnola († 1907)
- Giovanni Viafora, fotografo italiano († 1930)
- Richard Waldemar, attore austriaco († 1947)
- Viktor Wessely, alpinista e medico austriaco († 1949)
- Hermann Hans Wetzler, musicista tedesco († 1943)
- Silvio Zambaldi, drammaturgo italiano († 1932)
- Vasilij Ivanovič Zuev, miniaturista e pittore russo
- Abd al-Aziz bin Mit'ab, emiro saudita († 1906)
- Wilhelm von Walther, politico austriaco († 1958)